# Thricops bukowskii
Thricops bukowskii är en tvåvingeart som först beskrevs av Ringdahl 1934.  Thricops bukowskii ingår i släktet Thricops och familjen husflugor. Inga underarter finns listade i Catalogue of Life.